# Triticum duromedium
Triticum duromedium är en gräsart som beskrevs av Lubimova. Triticum duromedium ingår i släktet veten, och familjen gräs. Inga underarter finns listade i Catalogue of Life.